# Distribució de Landau
En teoria de probabilitats, la distribució de Landau és una distribució de probabilitat anomenada després de Lev Landau. A causa de la cua "grossa" de la distribució, els moments de la distribució, com la mitjana o la variància, no estan definits. La distribució és un cas particular de distribució estable.

## Definició
La funció de densitat de probabilitat, tal com va escriure originalment Landau, es defineix per la integral complexa:
{\displaystyle p(x)={\frac {1}{2\pi i}}\int _{a-i\infty }^{a+i\infty }e^{s\log(s)+xs}\,ds,}
on a és un nombre real positiu arbitrari, el que significa que el camí d'integració pot ser qualsevol paral·lel a l'eix imaginari, tallant el semieix positiu real, i {\displaystyle \log } fa referència al logaritme natural. En altres paraules, és la transformada de Laplace de la funció {\displaystyle s^{s}}.
{\displaystyle p(x)={\frac {1}{\pi }}\int _{0}^{\infty }e^{-t\log(t)-xt}\sin(\pi t)\,dt.}
La família completa de distribucions Landau s'obté ampliant la distribució original a una família a escala de localització de distribucions estables amb paràmetres. {\displaystyle \alpha =1} i {\displaystyle \beta =1}, amb funció característica:
{\displaystyle \varphi (t;\mu ,c)=\exp \left(it\mu -{\tfrac {2ict}{\pi }}\log |t|-c|t|\right)}
on {\displaystyle c\in (0,\infty )} i {\displaystyle \mu \in (-\infty ,\infty )}, que dona una funció de densitat:
{\displaystyle p(x;\mu ,c)={\frac {1}{\pi c}}\int _{0}^{\infty }e^{-t}\cos \left(t\left({\frac {x-\mu }{c}}\right)+{\frac {2t}{\pi }}\log \left({\frac {t}{c}}\right)\right)\,dt,}
Presa {\displaystyle \mu =0} i {\displaystyle c={\frac {\pi }{2}}} obtenim la forma original de {\displaystyle p(x)} a dalt.